# OK Liga Plata 2018-19
La OK Liga Plata 2018-19 fue la 50.ª edición del torneo de segundo nivel del campeonato español de hockey sobre patines. Está organizada por la Real Federación Española de Patinaje. La competición se inició el 7 de octubre de 2018 y concluyó el 27 de mayo de 2019.
Esta categoría está compuesta por un solo grupo con 14 equipos enfrentándose en formato de liga a doble vuelta, ascendiendo los dos primeros clasificados a la OK Liga (primer nivel del campeonato) y limitándose el descenso a las Ligas Autonómicas (tercer nivel del campeonato) solo al último clasificado.

## Equipos participantes
| Club                    | Localidad               | Pabellón                          | Temporada anterior      |
| ----------------------- | ----------------------- | --------------------------------- | ----------------------- |
| CE Arenys de Munt       | Arenys de Munt          | Polideportivo Municipal           | 14° en OK Liga          |
| Club Hoquei Palafrugell | Palafrugell             | Pavelló municipal de patinatge    | 15° en OK Liga          |
| Club Patí Manlleu       | Manlleu                 | Pavelló Municipal                 | 4° en Primera División  |
| Club Patí Taradell      | Taradell                | Pavelló Municipal El Pujoló       | 5° en Primera División  |
| SHUM Maçanet            | Massanet de la Selva    | Pavelló Municipal                 | 6° en Primera División  |
| Club Hoquei Mataró      | Mataró                  | Pavelló Municipal de Cirera       | 7° en Primera División  |
| Club Patí Vilafranca    | Villafranca del Panadés | Pavelló Municipal                 | 8° en Primera División  |
| Hoquei Club Alpicat     | Alpicat                 | Pavelló Municipal Antoni Roure    | 9° en Primera División  |
| Club Patí Vilanova      | Villanueva y Geltrú     | Pavelló de les Casernes           | 10° en Primera División |
| Club Hoquei Sant Feliu  | San Felíu de Codinas    | Pavelló Francesc Cassart          | 11° en Primera División |
| Club Patí Tordera       | Tordera                 | Pavelló Parroquial de Tordera     | 12° en Primera División |
| Hockey Club Liceo B     | La Coruña               | Palacio de los Deportes de Riazor | 1° en Liga Norte        |
| CPP Raspeig             | San Vicente del Raspeig | Ciudad Deportiva                  | 1° en Liga Sur          |
| Fútbol Club Barcelona B | Barcelona               | Palau Blaugrana                   | 1° en Nacional Catalana |

Notas:

## Clasificación final
|  | Pos. | Equipo                  | Pt | J  | G  | E  | P  | GF  | GC  | DG  |
|  | ---- | ----------------------- | -- | -- | -- | -- | -- | --- | --- | --- |
|  | 1.   | Club Hoquei Palafrugell | 47 | 26 | 14 | 5  | 7  | 104 | 74  | +30 |
|  | 2.   | CP Taradell             | 47 | 26 | 13 | 8  | 5  | 88  | 61  | +27 |
|  | 3.   | Hoquei Club Alpicat     | 46 | 26 | 14 | 4  | 8  | 133 | 105 | +28 |
|  | 4.   | Club Hoquei Mataró      | 46 | 26 | 13 | 7  | 6  | 98  | 76  | +22 |
|  | 5.   | Club Patí Manlleu       | 42 | 26 | 13 | 3  | 10 | 93  | 88  | +5  |
|  | 6.   | SHUM Frit Ravich        | 38 | 26 | 11 | 5  | 10 | 98  | 92  | +6  |
|  | 7.   | Club Patí Vilanova      | 38 | 26 | 11 | 5  | 10 | 79  | 97  | -18 |
|  | 8.   | Club Patí Vilafranca    | 34 | 26 | 10 | 4  | 12 | 81  | 74  | +7  |
|  | 9.   | Club Patí Tordera       | 33 | 26 | 10 | 3  | 13 | 80  | 104 | -24 |
|  | 10.  | CE Arenys de Munt       | 33 | 26 | 7  | 11 | 8  | 79  | 70  | +9  |
|  | 11.  | Fútbol Club Barcelona B | 32 | 26 | 8  | 8  | 10 | 76  | 79  | -3  |
|  | 12.  | Deportivo Liceo B       | 32 | 26 | 9  | 5  | 12 | 100 | 104 | -4  |
|  | 13.  | CH Sant Feliu           | 19 | 26 | 3  | 10 | 13 | 77  | 96  | -19 |
|  | 14.  | CPP Raspeig             | 19 | 26 | 5  | 4  | 17 | 69  | 135 | -66 |

Leyenda:
      Asciende a OK Liga 2019/20.
      Desciende a OK Liga Bronce 2019/20.
Notas:
Tres puntos por victoria, uno por empate, cero por derrota.

## Ascensos y descensos
| Variación                              | Equipos                                                                                |
| -------------------------------------- | -------------------------------------------------------------------------------------- |
| Ascienden a OK Liga 2019-20            | Club Hoquei Palafrugell Club Patí Taradell                                             |
| Descienden a OK Liga Bronce 2019-20    | CPP Raspeig                                                                            |
| Ascienden desde OK Liga Bronce 2017-18 | CP Rivas Las Lagunas Real Club Jolaseta                                                |
| Descienden desde OK Liga 2017-18       | Club Patín Alcobendas Club d'Esports Vendrell Patí Hoquei Club Sant Cugat P.A.S. Alcoy |